# 丝壶菌科
丝壶菌科（学名：Hyphochytriaceae）是丝壶菌目下的一个科。

## 下属分类
本科包括以下属：
- Canteriomyces Sparrow
- Cystochytrium W.R.Ivimey Cook, 1932
- 丝壶菌属 Hyphochytrium Zopf